# 1981 XM2
1981 XM2 är en asteroid i huvudbältet som upptäcktes den 3 december 1981 av Purple Mountain-observatoriet i Nanjing, Kina.
Asteroiden har en diameter på ungefär 10 kilometer.